# Betoideae
Les Betoideae són una petita subfamília de la família de plantes amb flors amarantàcies,  encara que tradicionalment pertanyien a l'antiga família de les quenopodiàcies. Algunes de les espècies que conté són prou conegudes, com la remolatxa, la remolatxa sucrera o la bleda, totes elles varietats cultivades de l'espècie Beta vulgaris.

## Descripció
Com es pot veure en el cladograma adjunt, aquesta subfamília és propera evolutivament a la subfamília dels blets (Chenopodioideae).
La majoria d'espècies de les Betoideae són herbes anuals, biennals o perennes, encara que hi ha algunes amb port lianoide (Hablitzia) o de mata lleugerament lignificada a la base. Les flors (com totes les amarantàcies) tenen 5 tèpals (Aphanisma només 3) i 5 estams (Aphanisma només un). Els fruits habitualment són càpsules que s'obren amb una tapa.

## Distribució i hàbitat
La majoria dels gèneres es distribueixen a l'oest i el sud d'Europa, al Mediterrani i al sud-oest asiàtic, però un gènere separat, Aphanisma, viu a les costes de Califòrnia.
Les espècies de les Betoideae estan adaptades a diferents hàbitats ecològics, algunes creixen en hàbitats costaners, altres sobre roques i muntanyes, una en boscos caducifolis (Hablitzia).

## Taxonomia i distribució

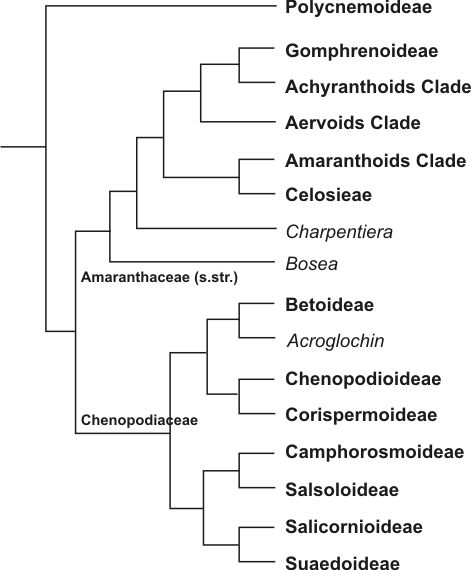
Cladograma de les Amaranthaceae

Oskar Eberhard Ulbrich va descriure la subfamília Betoideae el 1934 dins de la família de les quenopodiàcies i va subdividir-la en dues tribus: Hablitzieae i Beteae, amb petites diferències de l'estructura floral i del fruit, la segona amb un sol gènere, Beta. La recerca filogenètica, basada en caràcters moleculars, de Kadereit et al. (2006) van confirmar aquesta classificació, però dins de la familia de les amarantàcies (sensu lato) on es va proposar bolcar tota la família de les quenopodiàcies.
La subfamília inclou cinc gèneres amb aproximadament 13-20 espècies.
- Tribu Beteae Moq.:
  - Beta L., 7-12 species d'Europa i la conca  Mediterrània, i l'oest d'Àsia.[4]
- Tribu Hablitzieae Ulbr.:
  - Aphanisma Nutt. ex Moq., amb una única espècie anual de les platges de California:
    - Aphanisma blitoides Nutt. ex Moq.[5]

  - Hablitzia M.Bieb., amb una única espècie enfiladissa que viu en boscos del Caucas:
    - Hablitzia tamnoides M.Bieb.[6]

  - Oreobliton Durieu, amb una única espècie, una mata lleugerament lignificada d'Àfrica del Nord, en roques calcàries de les muntanyes de l'Atlas:
    - Oreobliton thesioides Durieu & Moq.[7]

  - Patellifolia A.J.Scott, Ford-Lloyd & J.T. Williams té entre 1 a 3 espècies d'herbes procumbents (prostrades) en ambients costaners de l'Europa meridional i la Macaronèsia. Una d'elles, (Patellifolia patellaris (Moq.) A.J. Scott & al.) es pot trobar en penya-segats litorals en alguns indrets del País Valencià i Mallorca.[8][9]
  - Acroglochin Schrad. ex Schult., amb 1-3 espècies de l'Himàlaia a Xina, té una posició taxonòmica controvertida; hi ha qui la situa dins de les Betoideae, però algunes investigacions moleculars recents semblen suggerir un major parentiu amb la subfamília de les Corispermoideae:[2]
    - Acroglochin persicarioides (Poiret) Moq.[10]

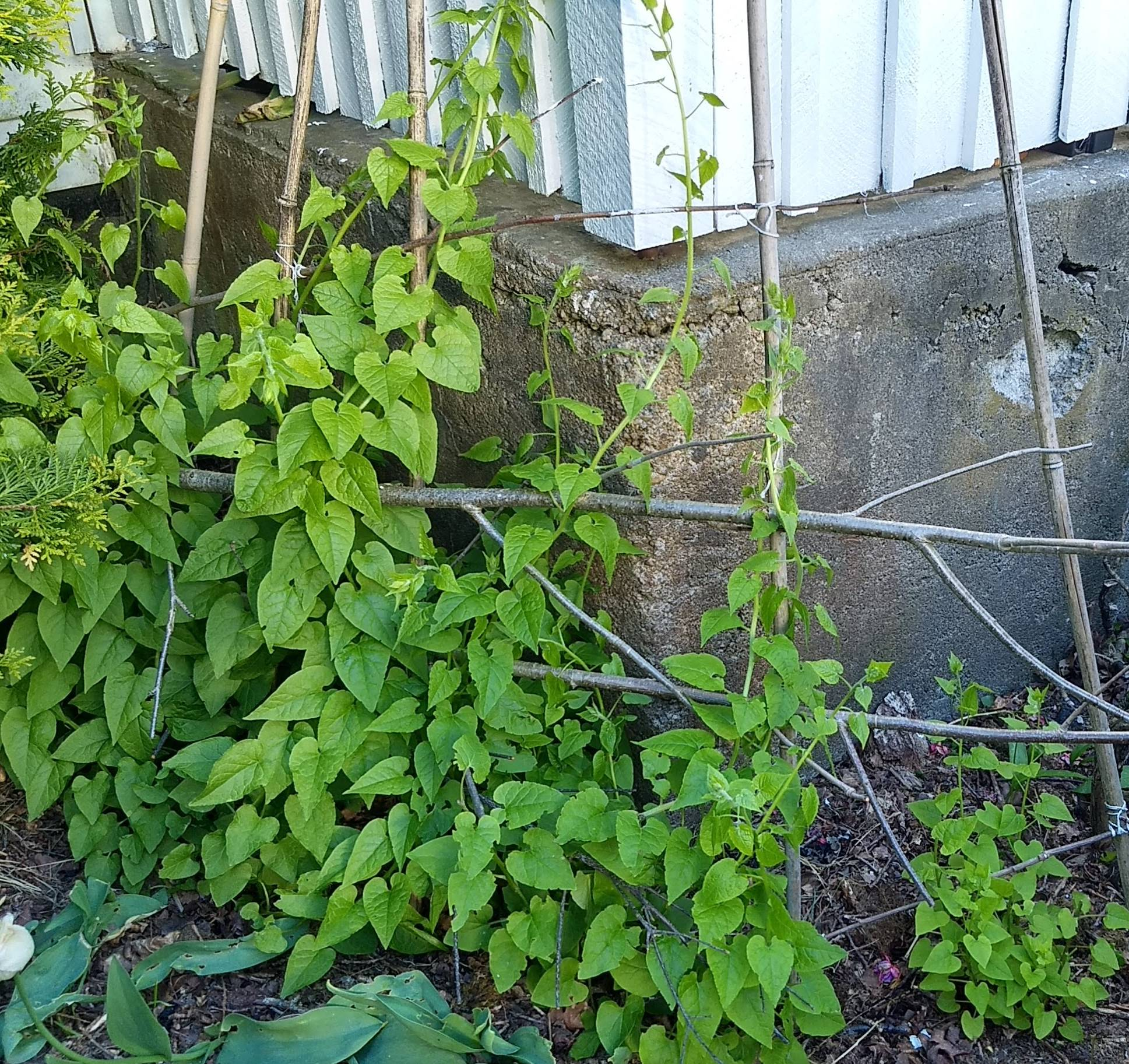
Hablitzia tamnoides, planta enfiladissa
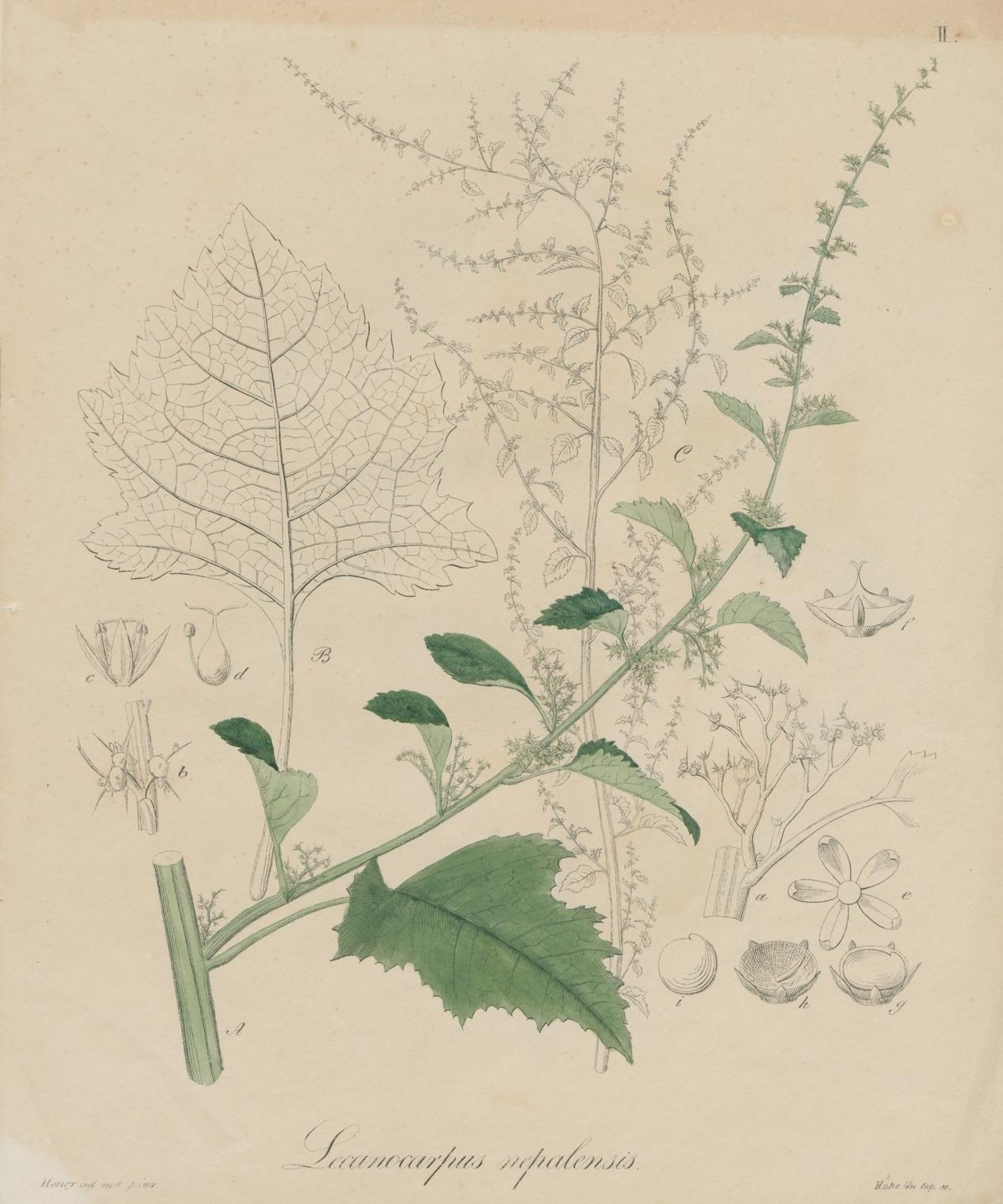
Acroglochin persicarioides com Lecanocarpus nepalensis(1824)
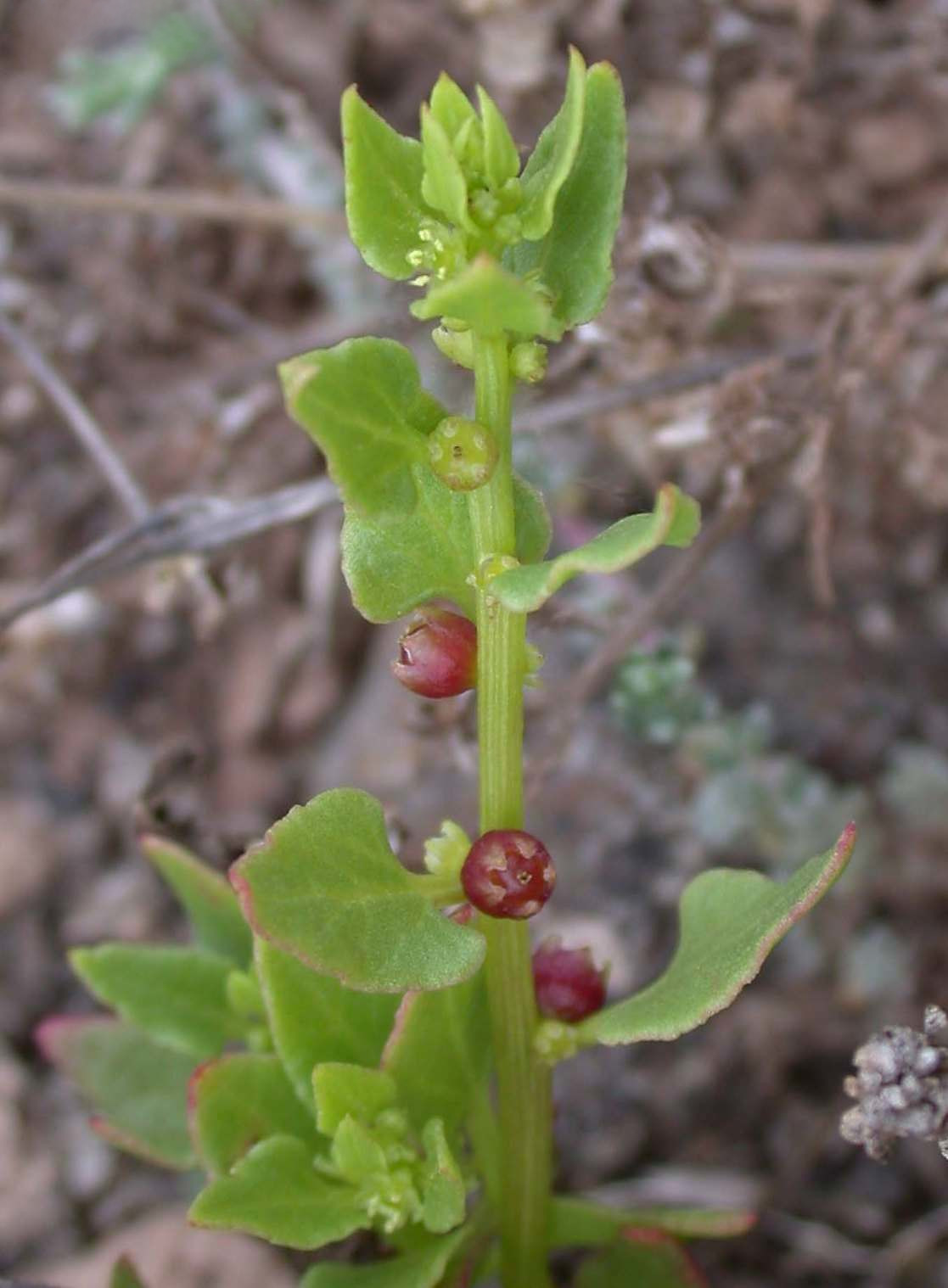
A Patellifolia patellaris de vegades se l'anomena Beta patellaris
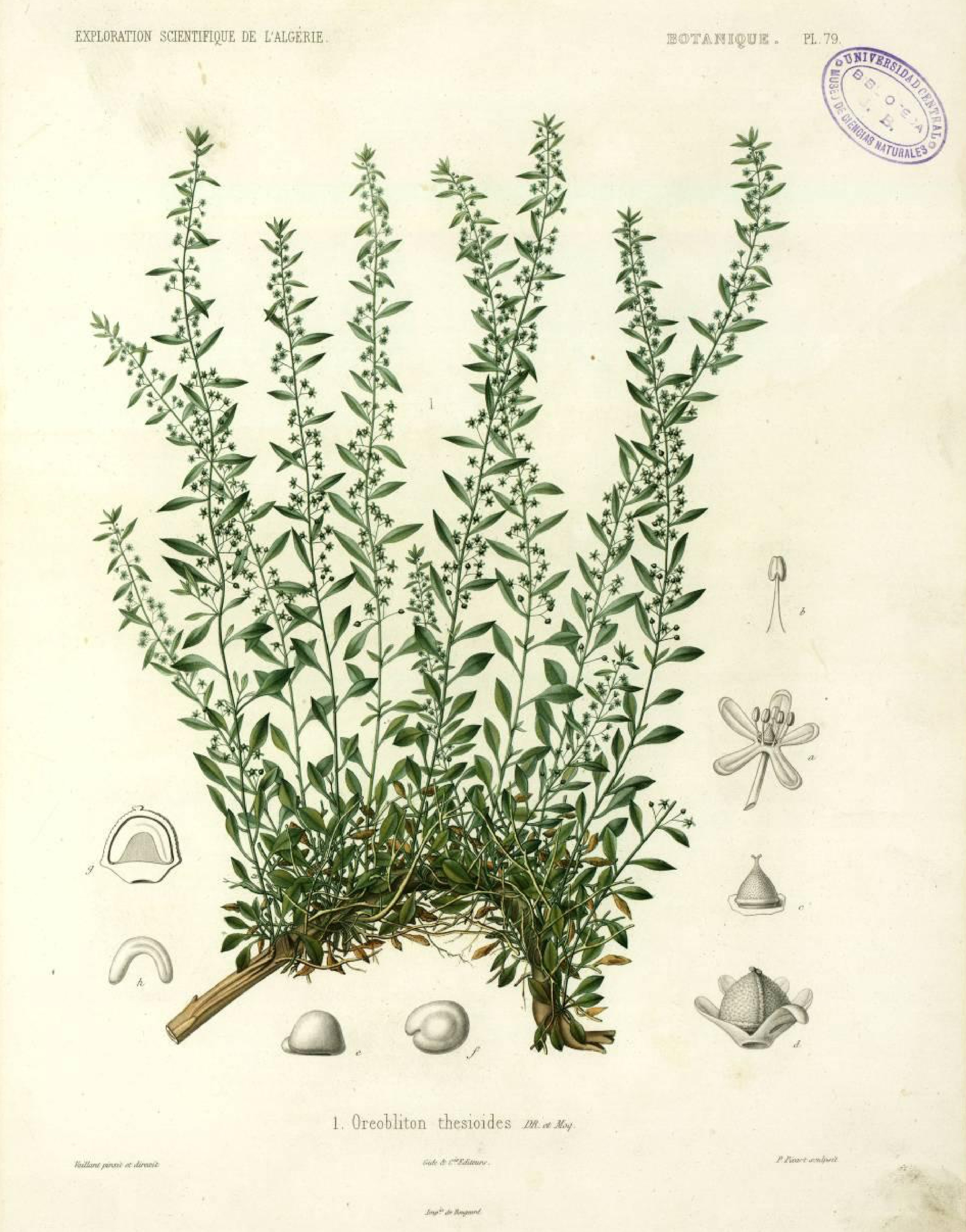
Oreobliton thesioides, Atlas de la flore de l’Algérie, 1849
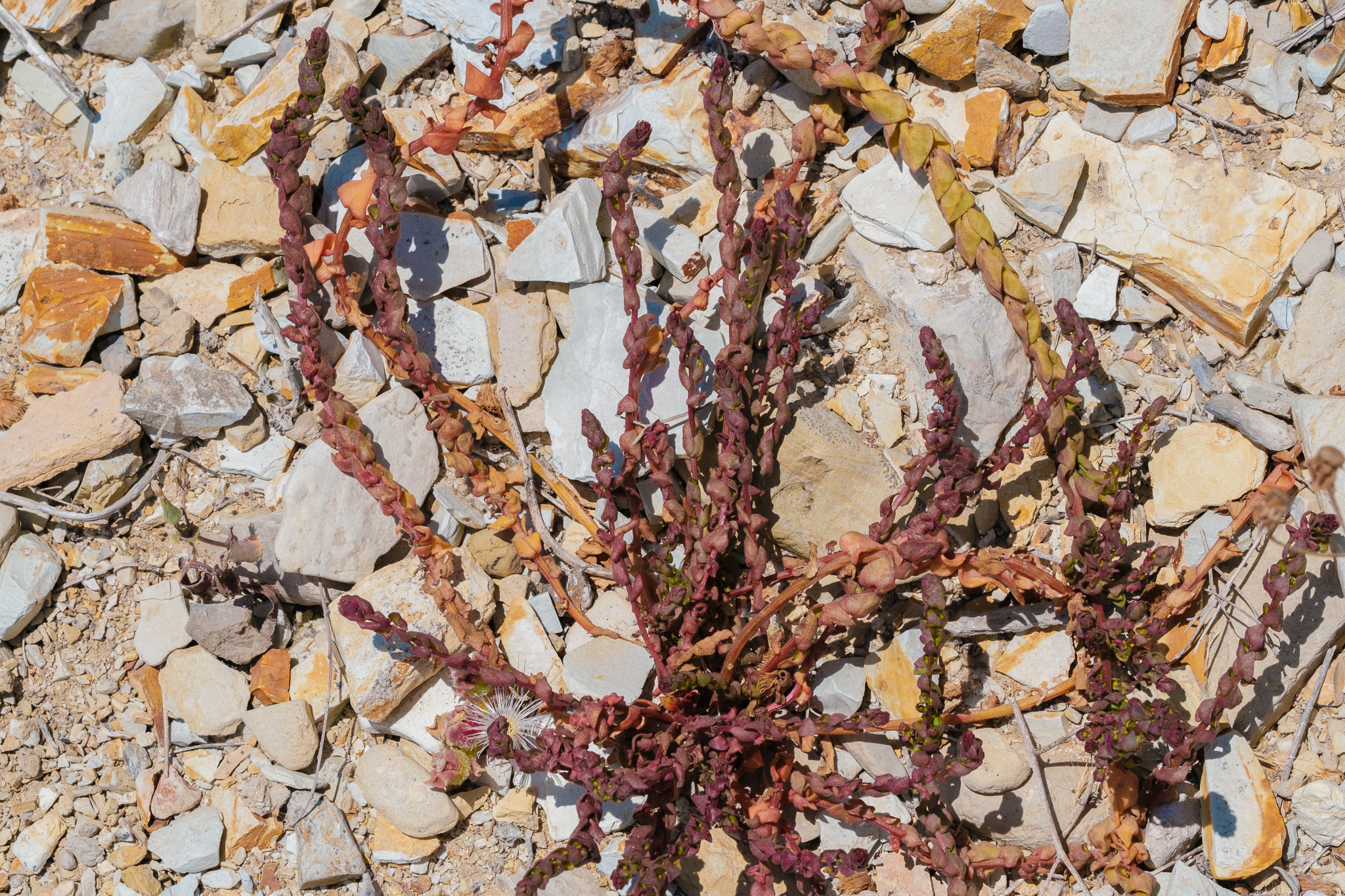
Aphanisma blitoides a una platja de San Diego (Califòrnia)
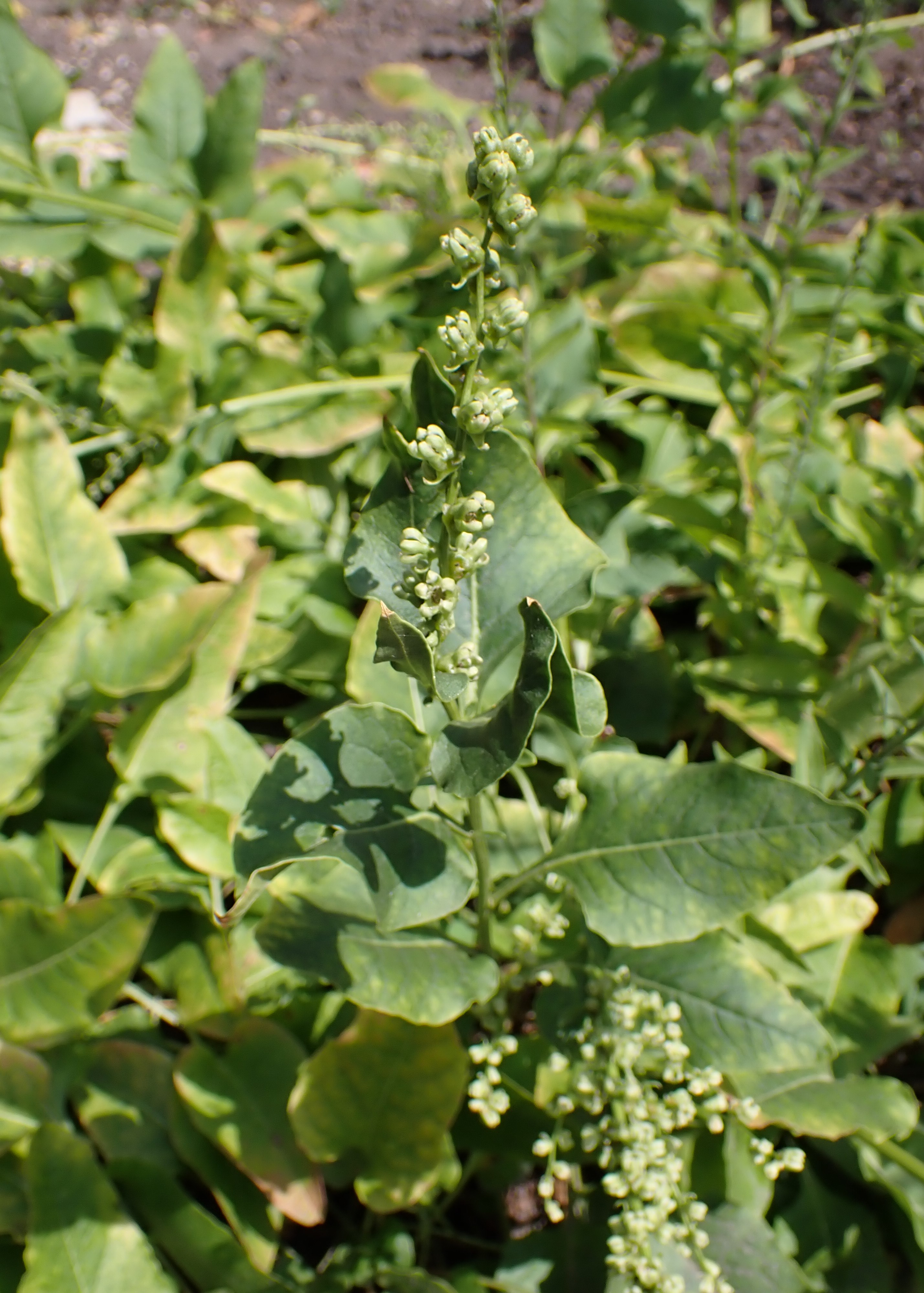
Beta trigyna,[11] un representant de Beta silvestre, de l'Europa de l'Est i l'Orient Mitjà